# Cantone di Montaigu
Il Cantone di Montaigu è una divisione amministrativa dell'arrondissement di La Roche-sur-Yon.
A seguito della riforma complessiva dei cantoni del 2014 è passato da 10 a 17 comuni.

## Composizione
Prima della riforma del 2014 comprendeva i comuni di:
- La Bernardière
- La Boissière-de-Montaigu
- Boufféré
- La Bruffière
- Cugand
- La Guyonnière
- Montaigu
- Saint-Georges-de-Montaigu
- Saint-Hilaire-de-Loulay
- Treize-Septiers

Dal 2015 comprende i comuni di:
- Bazoges-en-Paillers
- La Boissière-de-Montaigu
- Boufféré
- Les Brouzils
- Chauché
- Chavagnes-en-Paillers
- La Copechagnière
- La Guyonnière
- Mesnard-la-Barotière
- Montaigu
- La Rabatelière
- Saint-André-Goule-d'Oie
- Saint-Fulgent
- Saint-Georges-de-Montaigu
- Saint-Hilaire-de-Loulay
- Treize-Septiers
- Vendrennes